# Yanis Lenne
Yanis Lenne, född 29 juni 1996, är en fransk handbollsspelare som spelar för Montpellier HB och det franska landslaget. Han är vänsterhänt och spelar som högersexa.
Han deltog i VM 2021 i Egypten. Han är äldre bror till Arthur Lenne, som även han är handbollsspelare för Montpellier.